# Waste Ventures
Waste Ventures — индийская некоммерческая организация и социальное предприятие, занимающееся сбором и переработкой мусора, около половина которого в стране сбрасывается в неположенных местах и не убирается. Waste Ventures с помощью бедняков собирает органические отходы и производит из них компосты, которые идут для удобрения почвы в фермерских хозяйствах. Таким образом, Waste Ventures улучшает городскую санитарию и окружающую среду в деревнях, а также борется с бедностью среди жителей трущоб. Основатель Waste Ventures Параг Гупта тесно сотрудничает с Фондом Шваба и Всемирным экономическим форумом.
Самым успешным подразделением организации является Waste Ventures India, которое реализовало бизнес-модель для городской бедноты и теперь продаёт удобрения крестьянам штата Телангана. Постепенно Waste Ventures India стала независимой прибыльной организацией, а материнская структура Waste Ventures Charities (Сан-Франциско) сосредоточилась на новых проектах и привлечении в бизнес новых инвесторов. Таким образом, Waste Ventures разделилась на два отдельных крыла — обучающий инкубатор для специалистов Waste Impact (Бангалор) и прибыльное социальное предприятие Waste Ventures India (Дели).

## История
Первым предприятием Waste Ventures стал комплекс по компостированию отходов в Бокаро (Джаркханд). Затем организация реализовала проект по переработке твёрдых отходов в Османабаде (Махараштра), проект по переработке органических отходов и годного для повторного использования мусора в Индауре (Мадхья-Прадеш), проект по сбору ненужных вещей в домашних хозяйствах Мотихари (Бихар), проект по сбору и переработке мусора в Даманджоди (Орисса). В 2014 году правительство штата Андхра-Прадеш пригласило Waste Ventures организовать систему утилизации мусора в 44 муниципалитетах (стоимость проекта составила 650 тыс. долл., привлечённых у инвесторов).
Постепенно социальный стартап Waste Ventures организовал наём на работу тысяч бывших мусорщиков и тряпичников из низких каст по всей стране, обучил их, обеспечил униформой, перчатками, инструментами и удобными тележками, которые крепятся к велосипедам. Взамен франшизы, обучения и дальнейшей помощи Waste Ventures становится миноритарным акционером в сотнях создаваемых по всей стране кооперативах мусорщиков, члены которых самостоятельно управляют своими предприятиями.